# Maurice Wignall

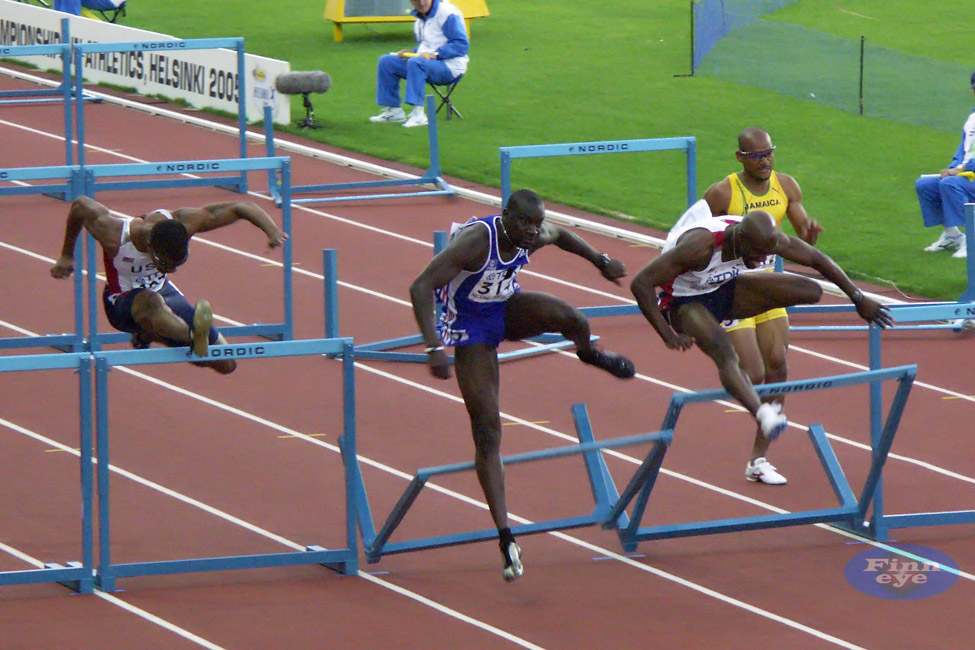
Wignall (rechts) bei den Weltmeisterschaften 2005

Maurice Wignall (* 17. April 1976 im Saint Andrew Parish) ist ein jamaikanischer Hürdenläufer.
Bei den Olympischen Spielen 2004 in Athen belegte er im 110-Meter-Hürdenlauf den vierten Platz. Bei den Hallenweltmeisterschaften 2004 gewann er Bronze über 60 Meter Hürden. Seine größten Erfolge errang er bei den Commonwealth Games, bei denen er 2002 Bronze und 2006 Gold über 110 Meter Hürden gewann.
Wignall gewann bei den Landesmeisterschaften in den Jahren 1997, 1999 sowie 2001–2005. Seine Bestleistung über 110 Meter Hürden steht bei 13,17 s, die er 2004 im Halbfinale der Olympischen Spiele erreichte. Im Weitsprung liegt seine Bestweite seit 1997 bei 8,09 m.
Maurice Wignall hat bei einer Größe von 1,86 m ein Wettkampfgewicht von 75 kg.